# Liga VI
La Liga VI è la sesta e ultima divisione del campionato rumeno di calcio.

## Formato
Il campionato è gestito dalle federazioni provinciali: delle 42 attive in Romania, solo 11 organizzano un campionato di Liga VI, collegato con un sistema di promozioni e retrocessioni alla Liga V. La gestione del campionato è totalmente locale, ogni comitato decide formato e le regole di promozione con la categoria superiore. L'iscrizione è libera per ogni club affiliato alla FRF.